# 패러데이 퓨처 FF 91
패러데이 퓨처 FF 91(영어: Faraday Future FF 91)은 미국의 EV 스타트업 패러데이 퓨처에서 2023년부터 생산 중인 회사 최초의 크로스오버 SUV이다.

## 개요
2017년 1월 3일 미국 네바다주 라스베이거스에서 열린 가전제품박람회(CES)에서 프로토타입으로 데뷔하였다. FF 91의 생산은 2018년 이후로 지연되어 2023년 3월 29일에 시작되었으며 차량과 14,900달러짜리 FF aiHypercar+ 모빌리티 생태계 연간 구독 서비스는 2023년 5월 31일부터 진행되었다.
FF 91에는 FF 91 2.0 퓨처리스트 얼라이언스, FF 91 2.0 퓨처리스트, FF 91 2.0의 세 가지 변형이 있다.

## 사양

### AI 기술과 자율주행
FF 91에는 FF aiHyper 6x4 Architecture 2.0 운영 체제가 탑재되어 있어 차량 내 자율 주행은 물론 기타 AI 기반 편의 시설의 통합도 가능하다.

### 배터리 및 성능
FF 91의 EPA 등급 범위는 381 mi (613 km), 0–60 mph (0–97 km/h) 시간은 2.27초, 출력은 1,050마력이다.

### 트림 레벨
2.0 퓨처리스트인 기본 레벨 FF 91의 시작 출고가는 249,000달러이다. 패러데이 퓨쳐는 또한 FF 91 2.0 Futurist Alliance 에디션의 가격이 309,000달러이고 300대 한정판으로 첫 번째 양산형 모델 출시를 기념하였다.

## 변형 차종

### FF 91 2.0 퓨처리스트 얼라이언스
최대 1,050마력의 세 개의 모터를 탑재하였다. 전기 모터의 최대토크는 1,977N·m(1,458lb·ft), 휠 토크는 13,285 N⋅m이다. 0에서 100km/h의 가속 시간은 2.27초이며, 배터리팩 에너지는 142kWh이고 EPA 인증 주행거리는 613km이다. 미국에서는 AT&T, 버라이즌, T-모바일을 지원하며 차량 내 네트워크 속도는 10Gbps 이더넷이다. 또한 10개 이상의 디스플레이가 장착되어 있으며 총 디스플레이 면적은 100인치가 넘는다.